# COVIDWarriors
COVIDWarriors és una entitat sense ànim de lucre que va néixer amb la COVID-19 activant més de 500 voluntaris de diferents sectors a Espanya, professionals, alts directius i mecenes de tots els àmbits, units en la lluita contra la COVID-19 per reduir els efectes devastadors de la pandèmia. En particular, amb la seva acció, es va permetre als pacients d'hospitals i a les persones majors en residències recuperar el dret a estar connectats amb els seus afins. Andreu Veà i Baró és el fundador i president de l'associació.
Entre les accions dutes a terme per 'COVIDWarriors' es troba la seva contribució per tal de crear dos robots sanitaris. L'ASSUM ("Autonomous Sanitary Sterilization Ultraviolet Machine"), que consisteix en un sistema per desinfectar espais hospitalaris mitjançant raigs ultraviolats C de forma autònoma. I un altre sistema robòtic automatitzat, basat en programari i maquinari lliure, que està dedicat a fer proves massives de PCRs en laboratoris i hospitals de referència. L'Hospital Clínic de Barcelona ha estat un dels grups que han provat el sistema ASSUM, aquest robot autònom que desinfecta habitacions i sales mitjançant llum ultraviolada, i s'ha comprovat que té la capacitat d'esterilitzar diferents espais eliminant el 100% de fongs i bacteris en molt poc temps. Amb els sistemes tradicionals basats en els cicles de neteja, el tancament de les unitats i el decaïment natural dels agents patògens, un procés complet de desinfecció hospitalària pot arribar a superar les 48-72 hores. En les proves amb el robot aquest temps es min imitza al màxim. REn aquestes proves han participat la Direcció d'Infraestructures i Enginyeria Biomèdica del Clínic i el Servei de Microbiologia (CDB) de l'Hospital.
El Projecte 'COVIDRobots' ha estat un dels més destacats de l'entitat. Després que el promotor de 'COVIDWarriors' Andreu Veà, doctor enginyer en Electrònica i Telecomunicacions, i teixidor durant dotze anys d'IP (Interesting People), una xarxa mundial de 1.800 experts top en els seus respectius àmbits repartits pels cinc continents, enviés un missatge de WhatsApp als seus contactes: “M'ajudeu a ajudar els que ajuden?”, en només 24 hores va obtenir 80 respostes positives, que pocs dies després ja se n'havien convertit en 400. El resultat va ser espectacular: en tres setmanes van desenvolupar el Projecte COVIDRobots, que va dotar de manera gratuïta els laboratoris de 18 hospitals de referència de 14 províncies d'Espanya de robots basats en arquitectura oberta de maquinari i programari, capaços de fer més d'un milió d'anàlisi de proves PCR al mes.
Un altre dels projectes impulsats per 'COVIDWarriors' ha estat el projecte '#ConectemosYA', que neix per tal de dotar l'ecosistema formatiu i social d'eines que redueixin la bretxa digital, garantint-ne la connectivitat, la reutilització de dispositius i la capacitació digital de les famílies. D'aquesta manera, es contribueix a assegurar els drets digitals bàsics independentment d'on resideixi o la situació social que tingui. La Universitat de Màlaga ha estat un dels actors que ha participat en aquest projecte de projecte #ConectemosYA.
El setembre del 2020 'COVIDWarriors' es va fer mereixedora del premi ‘Barcelona, mai s'atura’ amb què es va voler distingir el treball d'aquelles iniciatives que van ajudar a mantenir l'activitat durant la pandèmia del coronavirus. Van avaluar-se 95 propostes entre les quals es van escollir les més destacades pel que fa a la innovació, l'adaptació a la nova conjuntura o l'impacte social. Es va voler premiar a COVIDWarriors per haver aconseguit que, enmig de la incertesa i l'ansietat causada per la pandèmia provocada per la Covid-19, hi hagués espai per a iniciatives solidàries i esperançadores, aconseguint dur a terme el que en un altre context hauria necessitat mesos.
El desembre del 2020 l'associació 'COVIDWarriors' va rebre la 'Menció especial COVID-19', en el marc dels "V Premis Creu Roja Tecnologia Humanitària", per la seva aposta innovadora en la lluita contra el virus i pel seu impuls en la cerca de solucions tecnològiques per combatre el coronavirus. Entre els seus 20 projectes reconeguts figura el projecte "Aireamos", amb el qual es fabriquen mesuradors de CO₂ de baix cost per a escoles, que indiquen quan cal ventilar les aules. Aquests instruments estan dissenyats en col·laboració amb el científic José Luis Jiménez de la Universitat de Colorado (Estats Units) i també amb professionals del Consell Superior d'Investigacions Científiques (CSIC).
El juny del 2021 en el marc de la La 26a Nit de les Telecomunicacions i la Informàtica que premia els millors professionals i projectes del sector TIC, se li atorga el 'El Premi Alan Turing al Compromís Social', destacant els principals objectius de l'entitat sumant voluntaris, connectant amb les necessitats detectades a escala logística, sanitària, social i psicològica, i accelerant iniciatives per amplificar l'impacte contra la pandèmia a través de la tecnologia i equips multidisciplinars.